# SZA
Solána Imani Rowe, művésznevén SZA (/ˈsɪzə/) (St. Louis, Missouri, 1989. november 8. –) ötszörös Grammy-díjas amerikai énekes-dalszerző.
Az RCA Recordsszal kötött szerződése után kiadta debütáló stúdióalbumát, a Ctrl-t (2017). Az album kritikai és kereskedelmi sikert aratott. Négy Grammy-díjra jelölték. A Billboard 200 listán a 3. helyen végzett. 2021-ben közreműködött Doja Cat Kiss Me More című dalában, ami Top 10-es szám lett az Egyesült Államokban, Nagy-Britanniában és Ausztráliában. A szám elnyerte a Grammy-díjat a legjobb popduó/csoportos előadás kategóriában.
SZA második albuma, az SOS (2022) tíz hetet töltött a Billboard 200 élén. Megdöntötte az Egyesült Államok legnagyobb R&B albumának streamelési rekordját. Az album hatalmas kereskedelmi és kritikai sikert aratott. Kilenc Grammy-jelölést kapott és platinalemez lett az Egyesült Államokban.
SZA számos elismerésben részesült pályafutása során, köztük öt Grammy-díjat, egy Brit-díjat, egy American Music Award-ot, egy Guild of Music Supervisors-díjat és két Billboard Women in Music díjat nyert.

## Karrier

### 2015–2018:Ctrlés áttörés
2017. április 28-án SZA aláírta első felvételi szerződését az RCA Recordsszal. 2017. június 9-én a SZA kiadta debütáló albumát, a Ctrl-t. A Ctrl a harmadik helyen debütált az amerikai Billboard 200-on.  A Time a Ctrl-t 2017 legjobb albumának minősítette.
SZA öt Grammy-jelölést kapott, köztük egyet a legjobb új előadó kategóriában. Ő kapta a legtöbb női jelölést a 2018-as díjátadóra, és összesen a negyedik legtöbb jelölést kapta.

### 2019–jelenleg: Együttműködések,SOSésLana
2021. április 9-én SZA közreműködött Doja Cat Kiss Me More című kislemezén. Új-Zélandon első számú sláger lett, és több mint tucat országban bejutott a Top 40-be, valamint az Egyesült Államokban, Kanadában, az Egyesült Királyságban, Ausztráliában, Írországban és Litvániában is a legjobb tíz helyezést érte el.
2022. november 16-án a Billboard hivatalosan is megerősítette, hogy második stúdióalbumának címe SOS, és decemberi megjelenési dátumra tűzték ki.  Miután előadta a Shirt és a Blind című dalokat az NBC Saturday Night Live műsorában, a SZA bejelentette, hogy az album 2022. december 9-én jelenik meg. Az album az első hét hetét a Billboard 200 albumlista élén töltötte az Egyesült Államokban.

## Diszkográfia
- Ctrl (2017)
- SOS (2022)
- Lana (2024)

## Turnék
- Ctrl The Tour (2017–2018)
- SOS Tour (2023–2024)